# The Thrill Chaser
The Thrill Chaser er en amerikansk stumfilm fra 1923 af Edward Sedgwick.

## Medvirkende
- Hoot Gibson som Omar K. Jenkins
- James Neill som Sheik Ussan
- Billie Dove som Olala Ussan
- W. E. Lawrence som Ahmed
- Bob Reeves som Lem Bixley
- Gino Corrado som Rudolph Biggeddo
- Lloyd Whitlock som Abdul Bey